# Maluszyn (gromada)
Maluszyn – dawna gromada, czyli najmniejsza jednostka podziału terytorialnego Polskiej Rzeczypospolitej Ludowej w latach 1954–1972.
Gromady, z gromadzkimi radami narodowymi (GRN) jako organami władzy najniższego stopnia na wsi, funkcjonowały od reformy reorganizującej administrację wiejską przeprowadzonej jesienią 1954 do momentu ich zniesienia z dniem 1 stycznia 1973, tym samym wypierając organizację gminną w latach 1954–1972.
Gromadę Maluszyn siedzibą GRN w Maluszynie utworzono – jako jedną z 8759 gromad na obszarze Polski – w powiecie radomszczańskim w woj. łódzkim, na mocy uchwały nr 36/54 WRN w Łodzi z dnia 4 października 1954. W skład jednostki weszły obszary dotychczasowych gromad Maluszyn, Mosty, Ciężkowiczki, Pukarzew i Sudzinek oraz przysiółek Błonie z dotychczasowej gromady Wola Życińska ze zniesionej gminy Maluszyn w powiecie radomszczańskim (woj. łódzkie), ponadto obszary dotychczasowych gromad Silpia Duża i Gościęcin ze zniesionej gminy Kurzelów w powiecie włoszczowskim w woj. kieleckim. Dla gromady ustalono 26 członków gromadzkiej rady narodowej.
1 stycznia 1957 z gromady Maluszyn wyłączono przysiółek Pękowiec włączając go do gromady Kuźnica Grodziska w powiecie włoszczowskim w woj. kieleckim.
1 stycznia 1958 z gromady Maluszyn wyłączono wieś Gościęcin, osadę młyńską Zwlecze, wieś Silpia Duża, wieś Silpia Mała i przysiółek Studzianki Silpskie, włączając je do gromady Kurzelów w powiecie włoszczowskim w woj. kieleckim.
1 stycznia 1959 do gromady Maluszyn przyłączono obszar zniesionej gromady Silniczka w tymże powiecie.
1 stycznia 1959 do gromady Maluszyn przyłączono wieś Wola Życińska, wieś Błonie, kolonię Błonie i osadę młyńską Błonie z gromady Krzętów w tymże powiecie.
Gromada przetrwała do końca 1972 roku, czyli do kolejnej reformy gminnej.